# Grimetons landskommun
Grimetons landskommun  var en tidigare kommun i Hallands län.

## Administrativ historik
När 1862 års kommunalförordningar trädde i kraft inrättades i Sverige cirka 2 500 kommuner. Huvuddelen av dessa var landskommuner (baserade på den äldre sockenindelningen), vartill kom 89 städer och åtta köpingar. Då inrättades i  Grimetons socken i Himle härad i Halland denna kommun. 
Vid kommunreformen 1952 uppgick denna  landskommun i Himledalens landskommun som senare 1971 uppgick i Varbergs kommun.

## Politik

### Mandatfördelning i Grimetons landskommun 1938-1946
| 8 | 8 | 3 |

| 19 |

| 7 | 10 | 2 |

| 19 |

| 8 | 9 | 2 |

| 19 |